# GECAM
GECAM, acronyme de Gravitational Wave High-energy Electromagnetic Counterpart All-sky Monitor (chinois : 引力波暴高能电磁对应体全天监测器), est un observatoire spatial gamma et X chinois constitué de deux satellites placés en orbite basse terrestre en opposition. L'objectif principal de cette mission est de détecter et localiser les contreparties électromagnétiques des ondes gravitationnelles observées par des instruments terrestres comme LIGO. Les deux satellites ont été lancés avec succès le 10 décembre 2020 et placés sur une orbite basse équatoriale.

## Contexte
GECAM est, avec Einstein Probe, SMILE et ASO-S, une des quatre missions de la deuxième phase du programme spatial scientifique de l'Académie des sciences chinoise. Ce nouveau programme annoncé en juillet 2018 est doté d'une enveloppe globale de 4 milliards yuans (515 millions €). Le projet GECAM proprement dit est une conséquence de la première observation réussie d'ondes gravitationnelles. Cette observation a été réalisée en février 2016 par l'observatoire terrestre américain LIGO. Les phénomènes générateurs d'ondes gravitationnelles sont très énergétiques et peuvent émettre un jet de rayons gamma très bref (sursaut gamma court d'une durée inférieure à deux secondes) qui, pour pouvoir être observé, nécessitent qu'un instrument soit déjà pointé vers sa source. L'astrophysicien Xiong Shaolin et ses collègues de l'Institut de physique des hautes énergies (IHEP) de Pékin, division de l'Académie chinoise des sciences, ont proposé dans la foulée le développement d'une mission comportant deux satellites placés en opposition sur une orbite terrestre basse. Dans cette configuration, ces satellites observent en permanence le rayonnement gamma sur l'ensemble du ciel ce qui leur permet de détecter la contrepartie électromagnétique de tous les événements à l'origine des ondes gravitationnelles observées. Jusqu'à présent les seules contreparties électromagnétiques associées aux ondes gravitationnelles émanaient de la fusion d'étoiles à neutrons. Mais la communauté scientifique s'interroge sur l'existence d'ondes électromagnétiques produites par la fusion de trous noirs, l'autre événement dont on sait avec certitude qu'il génère des ondes gravitationnelles. Les concepteurs de la mission font le pari que c'est le cas et que l'observation du rayonnement apportera de nombreuses informations,.

## Caractéristiques techniques du satellite
Les deux satellites GECAM sont identiques. En forme de parallélépipède allongé avec une extrémité hémisphérique portant les détecteurs, ils ont une masse d'environ 150 kilogrammes et sont stabilisés sur 3 axes,.

## Instrumentation scientifique
GECAM observe le rayonnement dont l'énergie est comprise entre 8 keV et 2 MeV (rayonnement X et rayonnement gamma). La sensibilité des détecteurs est de 2 × 10−8 ergs cm−2 s−1. La résolution spatiale est d'environ 1 degré. La résolution spectrale est de 6,5 % (FWHM) à 662 keV et de 3,2 % à 1 332 keV Les deux satellites permettent d'assurer une couverture complète du ciel en permanence.
Les satellites utilisent deux types de détecteurs qui recouvrent l'hémisphère située à leur extrémité :
- 25 détecteurs gamma GRD (Gamma-ray detectors) utilisant un détecteur à scintillation reposant sur un cristal LaBr3 qui présente l'avantage de faire l'objet d'une production de masse. Le cristal est associé à 64 photomultiplicateurs en silicium.
- 8 détecteurs de particules chargées CPD (Charged particle detectors ).

## Résultats
Les deux satellites ont été lancés avec succès le 10 décembre 2020 par un lanceur Longue Marche 11, depuis la base de Xichang. Il s'agit du 11ème vol de ce lanceur léger. Les satellites GECAM ont été placés sur une orbite basse équatoriale (altitude 600 k, inclinaison orbitale 29°). Le choix d'une faible inclinaison orbitale a pour objectif d'éviter le rayonnement de l'anomalie magnétique de l'Atlantique sud qui pourrait perturber les détecteurs des satellites.
GECAM devrait permettre de détecter une grande variété de phénomènes énergétiques émetteurs de rayons gamma en déclenchant une alerte qui sera mise à disposition quelques minutes plus tard auprès des observatoires spatiaux ou terrestres. Grâce à sa couverture complète du ciel et à un taux de disponibilité plus élevé, GECAM devrait, selon ses concepteurs, détecter 120 sursauts gamma courts par an dont 50 avec une localisation approchée de quelques degrés², soit deux fois plus d'événements que l'observatoire spatial Fermi, référence dans le domaine, et avec une sensibilité améliorée par rapport à celui-ci. 

## Caractéristiques des observatoires spatiaux du rayonnement gamma
| Satellite | Instrument | Champ de vue (100 % ciel entier) | Résolution spatiale | Spectre électromagnétique (keV) | Statut       |
| --------- | ---------- | -------------------------------- | ------------------- | ------------------------------- | ------------ |
| Fermi     | GBM        | 60 %                             | 5°                  | 10 à 40000                      | Opérationnel |
| Swift     | BAT        | 15 %                             | 0,1°                | 15-350                          | Opérationnel |
| WIND      | KONUS      | 80 %                             | non                 | 20-15000                        | Opérationnel |
| Polar     |            | 30 %                             | 5°                  | 50-500                          | Opérationnel |
| HXMT      |            | 60 %                             | 10°                 | 200-3000                        | Opérationnel |
| SVOM      | ECLAIRs    | 15 %                             | 0,1°                | 4-150                           | vers 2022    |
| GECAM     |            | 100 %                            | 1°                  | 10-2000                         | Opérationnel |
| Einstein  |            | 10 %                             | 0,1°                | 0,5-4                           | vers 2023    |